# Gerald Gazdar
Gerald Gazdar (24 de fevereiro de 1950) é um linguista e cientista da computação britânico. Bacharel pela Universidade de East Anglia e doutor pela Universidade de Reading, foi também professor de Linguística Computacional da Universidade de Sussex.
Gazdar definiu a ideia de gramática indexada e de gramática de estrutura de frase generalizada, ao lado de Geoffrey K. Pullum e Ivan Sag.